# Élections générales saskatchewanaises de 1964
L'élection générale saskatchewanaise de 1964 s'est déroulée le 22 avril 1964 afin d'élire les députés de l'Assemblée législative de la Saskatchewan. Il s'agissait de la 15e élection générale en Saskatchewan depuis la création de cette province du Canada en 1905.

## Résultats
| Parti                                | Parti                     | Chef  | # de candidats | Sièges | Sièges | Sièges  | Voix    | Voix    | Voix     |
| Parti                                | Parti                     | Chef  | # de candidats | 1960   | Élus   | % Diff. | #       | %       | % Diff.  |
| ------------------------------------ | ------------------------- | ----- | -------------- | ------ | ------ | ------- | ------- | ------- | -------- |
|                                      | Libéral                   |       | 58             | 17     | 32     | +68,4 % | 269 402 | 40,40 % | +7,73 %  |
|                                      | Commonwealth coopératif   |       | 59             | 37     | 25     | -25,7 % | 268 742 | 40,30 % | -0,46 %  |
|                                      | Progressiste-conservateur |       | 43             | -      | 1      |         | 126 028 | 18,90 % | +4,95 %  |
|                                      | Crédit social             |       | 2              | -      | -      | -       | 2 621   | 0,39 %  | -11,96 % |
|                                      | Communiste                |       | 1              | -      | -      | -       | 68      | 0,01 %  | -0,05 %  |
| Total                                | Total                     | Total | 163            | 53     | 581    | +9,3 %  | 666 861 | 100 %   |          |
| Source : (en) Elections Saskatchewan |                           |       |                |        |        |         |         |         |          |

 Note :
1 1 siège déclaré nul.